# Aceite de almendras amargas
El aceite de almendras amargas es un aceite esencial obtenido por la presión de las almendras amargas. 
Emite un olor especial debido al ácido hidrociánico o ácido prúsico que contiene. Pesa más que el agua. Su sabor es acre y amargo y constituye un veneno muy activo cuando está concentrado. Tras dejarlo en reposo, crea unos cristales aplanados y transparentes. 